# Tox
Pour les articles homonymes, voir Tox (homonymie).
Tox (Tocchisu) est une commune française située dans la circonscription départementale de la Haute-Corse et le territoire de la collectivité de Corse. Elle appartient à l'ancienne piève de Verde.

## Géographie

### Situation
Tox est un village de l'ancienne piève de Verde, dans l'Est de la Corse.
Communes limitrophes

### Géologie et relief

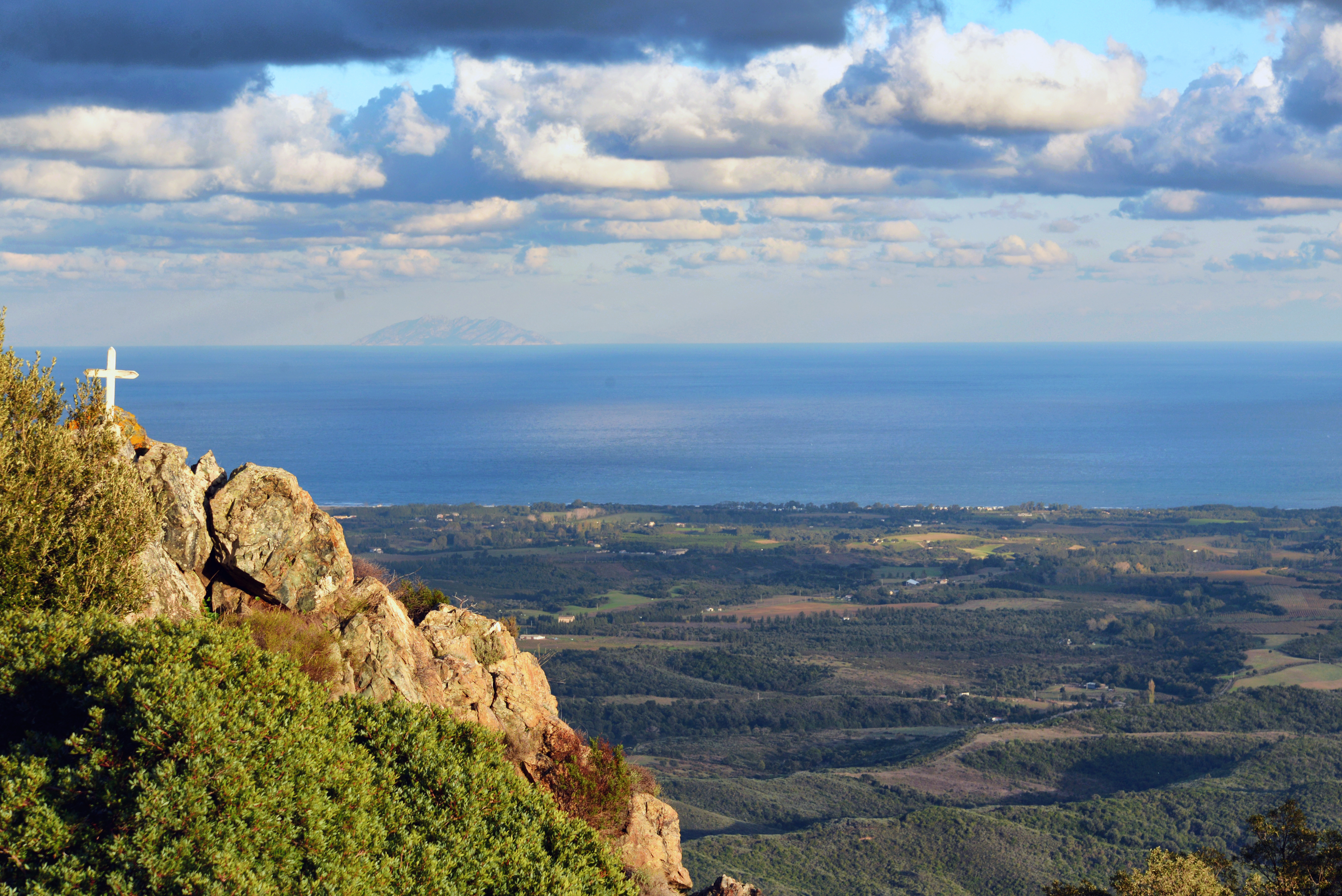
Panorama sur la plaine de Linguizzetta et Montecristo depuis Notre-Dame-des-Grâces.

Tox fait partie de l'En-Deçà-des-Monts et se trouve dans la « Corse schisteuse », au nord-est de l'île ; la commune se situe au sud-est de la Castagniccia où se termine la dorsale schisteuse de l'île, en l'occurrence le massif du Monte San Petrone.
Son territoire qui ne possède pas de façade maritime, s'étale sur les flancs méridionaux d'une ligne de crête partant du Monte Sant'Appiano (qui culmine à 1 093 mètres d'altitude à la Pointe de Campana), orientée au sud-ouest vers la Pointe d'Acqua Freddola (819 m). Il comporte une arête centrale démarrant également au Monte Sant'Appiano, orientée au départ vers le sud via Leccia Alta (886 m), puis déclinant jusqu'au lit de la rivière de Bravona, au lieu-dit Nuvalonga, au sud-est.
Entre la ligne de crête et l'arête de montagne ci-dessus, se situe la vallée du ruisseau de Fiume où est construit le village de Tox.
À l'est, une autre arête partant de la Pointe Mufuncello (1 012 m) du Mont Sant'Appiano, déclinant vers la Pointe de Pimpillasca, puis la pointe Borsarone (681 m), la pointe Rossa (604 m) jusqu'aux ruines d'Aghione (environ 130 m d'altitude), délimite Tox et Linguizzetta.

### Hydrographie

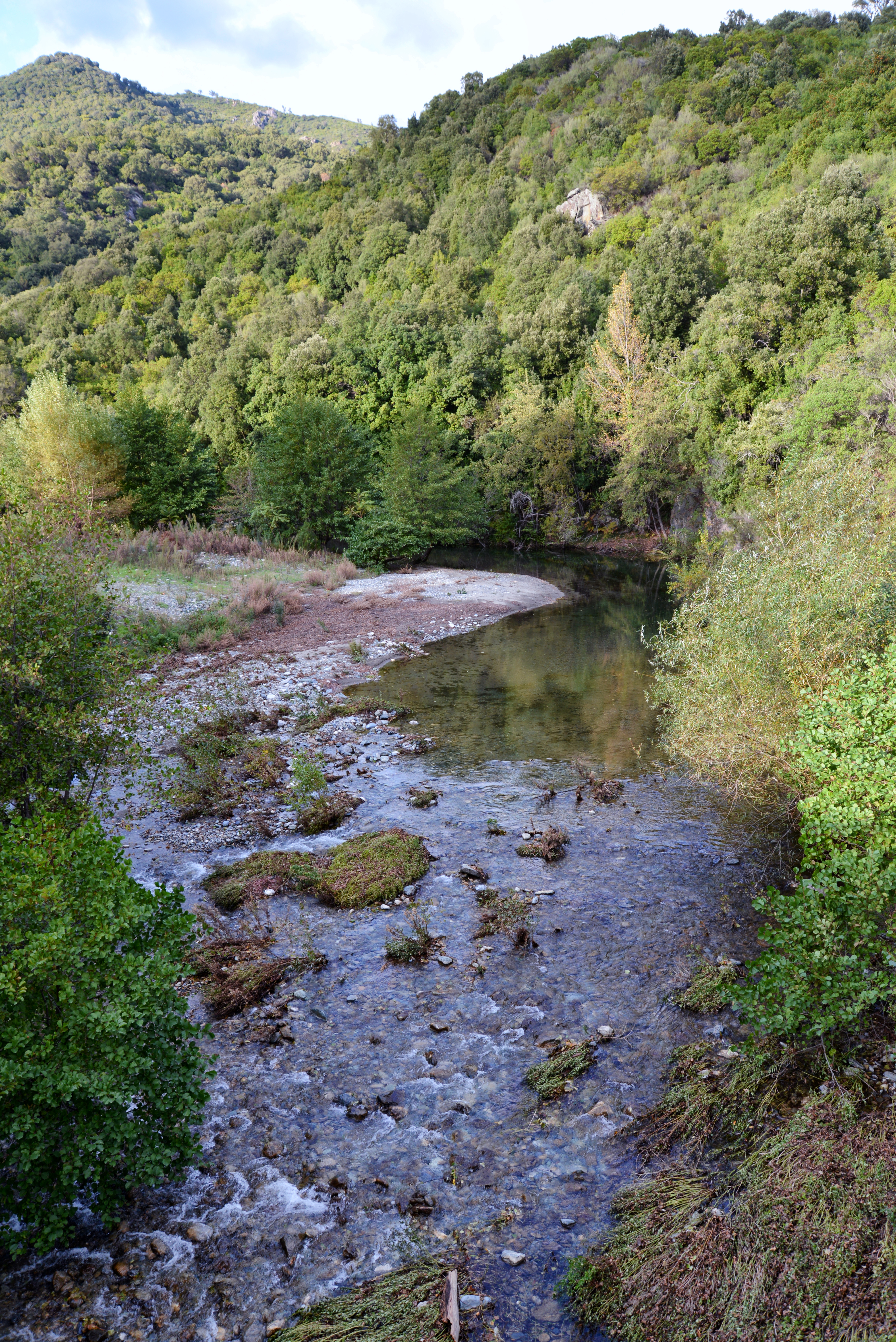
La Bravona à l'ancien moulin de Granajo.

La rivière de Bravona qui longe la commune sur sa rive gauche, est le principal cours d'eau. Sur la partie communale de son cours, elle reçoit les eaux de plusieurs ruisseaux. Parmi les plus importants, citons le ruisseau de Fiume (en aval il a pour nom ruisseau de Suaracce qui prend sa source à l'ouest du Mont Sant'Appiano et se jette dans le ruisseau de Marignani, le ruisseau de Marignani affluent de la rivière de Bravona, et deux autres affluents, le ruisseau d'Audimerza et le ruisseau de Pietralitravi.
À l'est, le ruisseau de Sonnente la sépare de Linguizzetta.

### Voies de communication et transports

#### Accès routiers

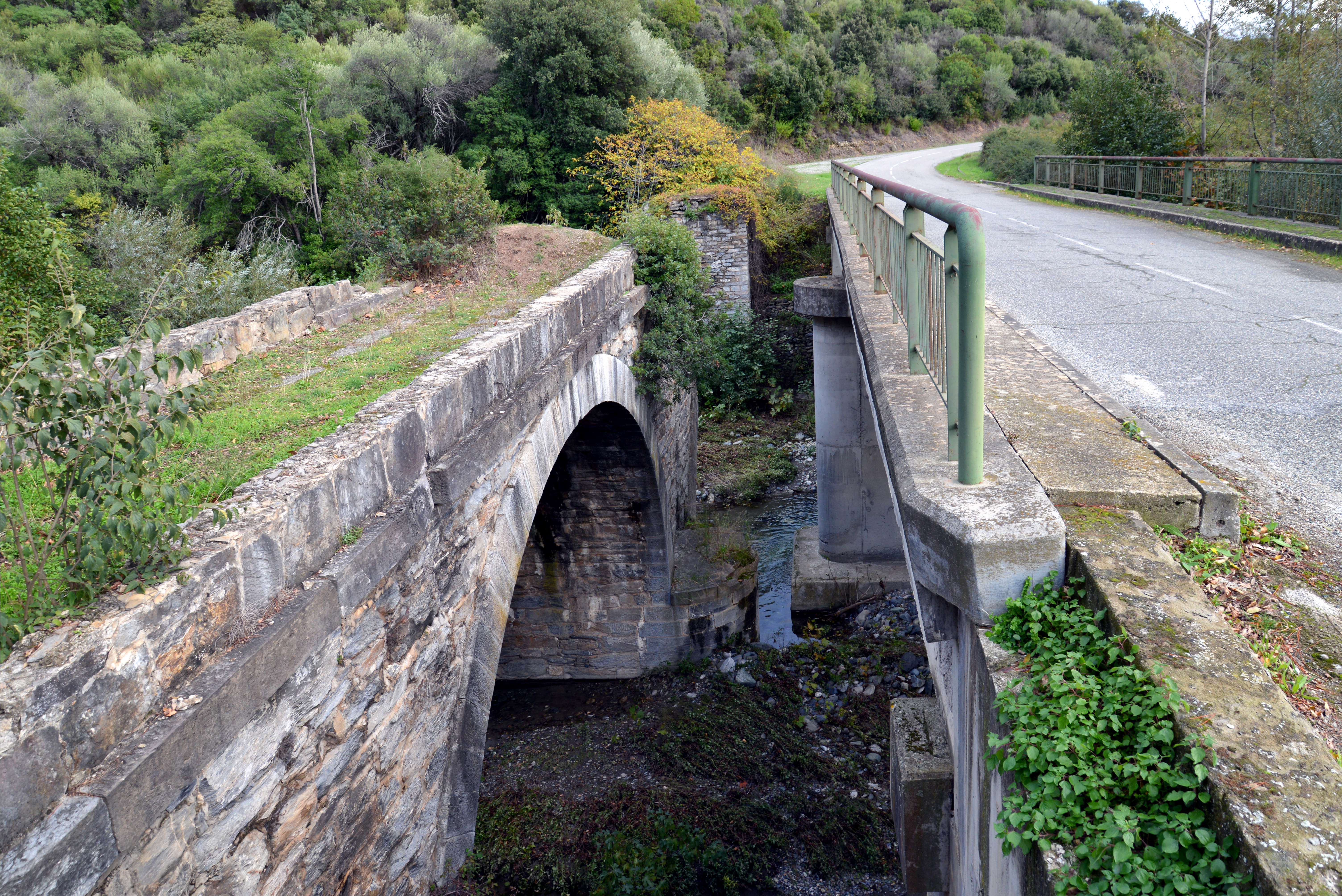
Ancien et nouveau ponts à l'ancien moulin de Granajo

Tox est desservie par la route D 16 qui la traverse depuis Campi au nord, jusqu'au pont de l'ancien moulin de Granojo (Tallone) sur la Bravona au sud. Ce pont a été construit en parallèle à l'ancien, démoli par les Allemands pour couvrir leur fuite de l'île le 5 octobre 1943.
De la route D 16, peu au nord du lieu-dit Fiurinaccia, prend naissance la route D 42 qui relie Tox à Linguizzetta, Canale-di-Verde et rejoint la D 17 au pont de Teghia.

#### Transports
Tox n'est desservi par aucun service de transports publics de voyageurs ni de marchandises.
Le village est distant, par route, de :
- 55 km de l'aéroport de Bastia Poretta,
- 71 km du port de commerce de Bastia,
- 45 km de la gare de Corte, 49 km de la gare de Casamozza,
- 21 km de Cateraggio, dans la Plaine orientale,
- 96 km de Bastia.
- 128 km d'Ajaccio,

## Urbanisme

### Typologie
Au 1er janvier 2024, Tox est catégorisée commune rurale à habitat dispersé, selon la nouvelle grille communale de densité à sept niveaux définie par l'Insee en 2022.
Elle est située hors unité urbaine et hors attraction des villes,.

### Occupation des sols
L'occupation des sols de la commune, telle qu'elle ressort de la base de données européenne d’occupation biophysique des sols Corine Land Cover (CLC), est marquée par l'importance des forêts et milieux semi-naturels (92,7 % en 2018), une proportion identique à celle de 1990 (92,7 %). La répartition détaillée en 2018 est la suivante : 
milieux à végétation arbustive et/ou herbacée (73 %), forêts (19,7 %), zones agricoles hétérogènes (7,2 %), cultures permanentes (0,2 %). L'évolution de l’occupation des sols de la commune et de ses infrastructures peut être observée sur les différentes représentations cartographiques du territoire : la carte de Cassini (XVIIIe siècle), la carte d'état-major (1820-1866) et les cartes ou photos aériennes de l'IGN pour la période actuelle (1950 à aujourd'hui).

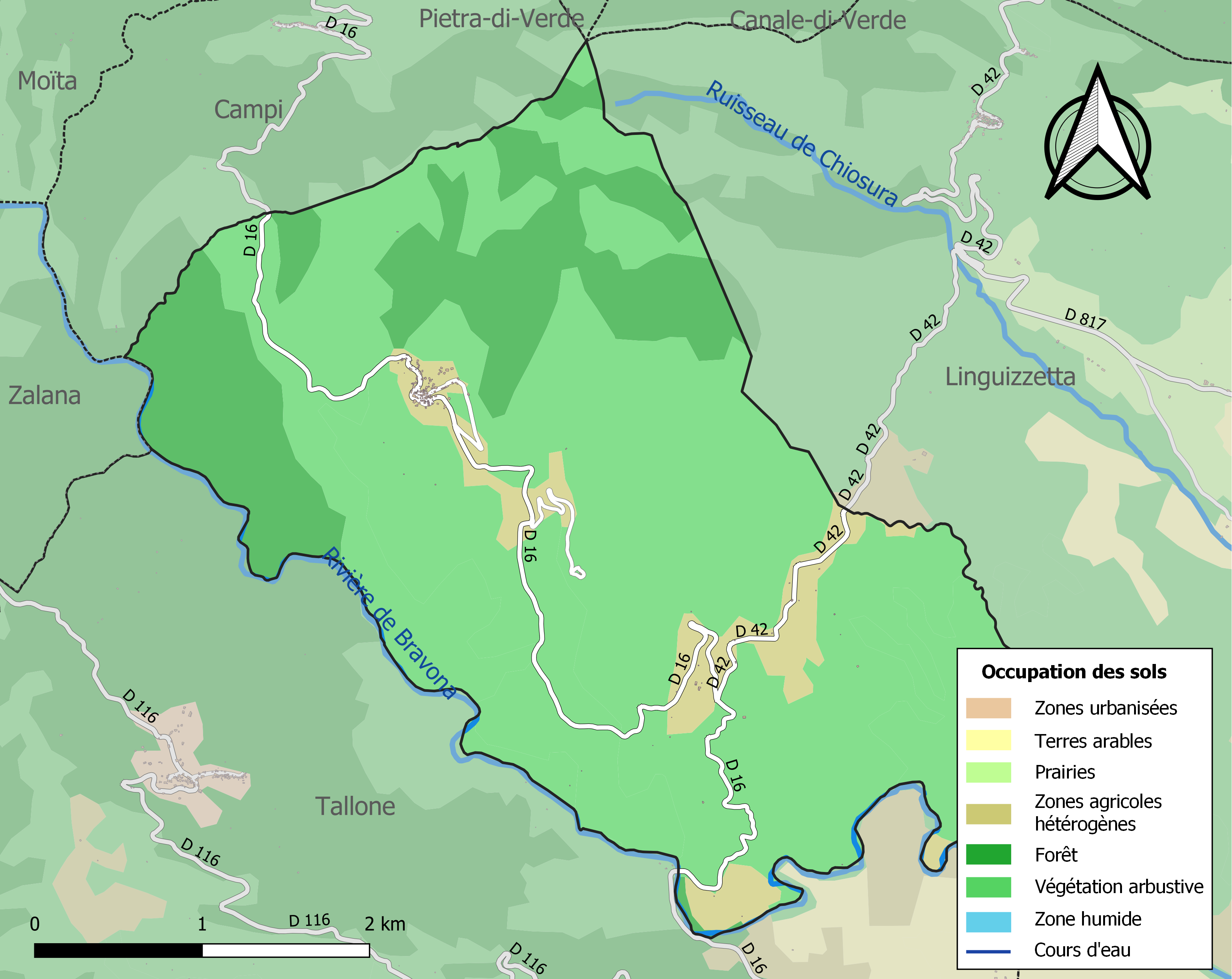
Carte des infrastructures et de l'occupation des sols de la commune en 2018 (CLC).
Vue du village.

## Toponymie
Le nom corse de la commune est Tocchisu /ˈtɔkkizu/. Ses habitants sont les Tucchisinchi.

## Histoire
À la limite même de la Castagniccia, dont elle est une sorte de prolongement vers le sud-est, l’ancienne piève de Verde est devenue en 1790 le canton de Verde, puis avec l’adjonction du canton voisin de Moïta en 1973 le canton de Moïta-Verde.

### Temps modernes
Tox autrefois atteignit les 600 habitants et était l'un des centres florissants de la culture du cédrat qui fit en son temps la fortune du village.

### Époque contemporaine

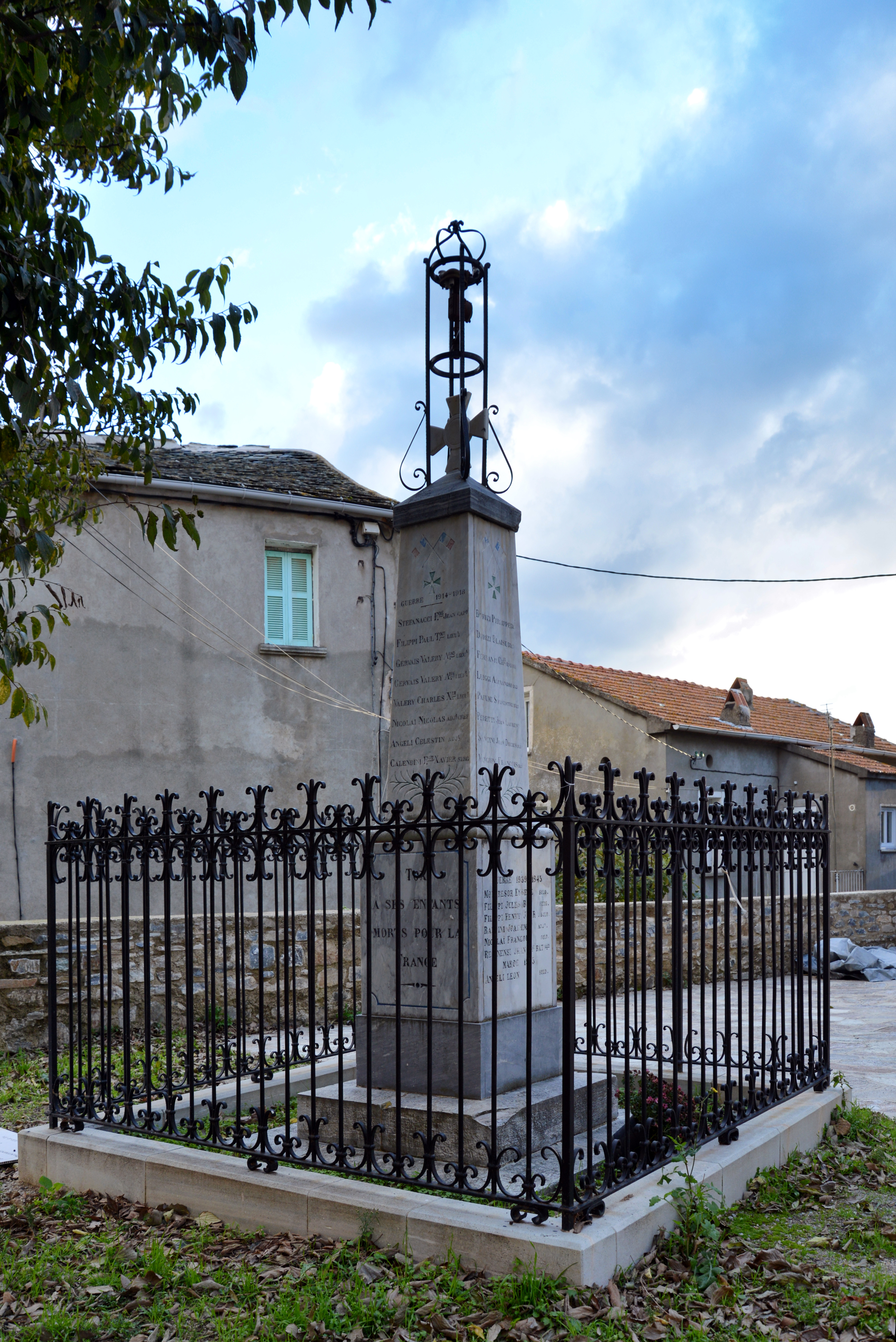
Monument aux morts.

Au milieu du XIXe siècle, une mine fut ouverte au pied de la montagne, mais son exploitation se révéla insatisfaisante et elle fut définitivement abandonnée en 1906. Le site est inscrit au Patrimoine culturel.

## Politique et administration

### Liste des maires
| Période                                  | Période | Identité          | Étiquette | Qualité  |
| ---------------------------------------- | ------- | ----------------- | --------- | -------- |
| 1965                                     | 1994    | Charles Ferri     | MRG       |          |
| 1994                                     | 2019    | Alphonse Raffalli | UMP-LR    | Retraité |
| 2019                                     |         | Pascal Chessa     |           |          |
| Les données manquantes sont à compléter. |         |                   |           |          |

## Population et société

### Démographie
L'évolution du nombre d'habitants est connue à travers les recensements de la population effectués dans la commune depuis 1800. Pour les communes de moins de 10 000 habitants, une enquête de recensement portant sur toute la population est réalisée tous les cinq ans, les populations de référence des années intermédiaires étant quant à elles estimées par interpolation ou extrapolation. Pour la commune, le premier recensement exhaustif entrant dans le cadre du nouveau dispositif a été réalisé en 2004.

En 2022, la commune comptait 99 habitants, en évolution de +3,13 % par rapport à 2016 (Haute-Corse : +5,15 %, France hors Mayotte : +2,11 %).
| 1800 | 1806 | 1821 | 1831 | 1836 | 1841 | 1846 | 1851 | 1856 |
| ---- | ---- | ---- | ---- | ---- | ---- | ---- | ---- | ---- |
| 280  | 303  | 350  | 334  | 364  | 372  | 369  | 365  | 364  |

| 1861 | 1866 | 1872 | 1876 | 1881 | 1886 | 1891 | 1896 | 1901 |
| ---- | ---- | ---- | ---- | ---- | ---- | ---- | ---- | ---- |
| 390  | 439  | 425  | 403  | 404  | 355  | 418  | 613  | 617  |

| 1906 | 1911 | 1921 | 1926 | 2004 | 2006 | 2009 | 2014 | 2019 |
| ---- | ---- | ---- | ---- | ---- | ---- | ---- | ---- | ---- |
| 629  | 530  | 378  | 505  | 118  | 117  | 100  | 99   | 96   |

| 2022 | - | - | - | - | - | - | - | - |
| ---- | - | - | - | - | - | - | - | - |
| 99   | - | - | - | - | - | - | - | - |

## Économie
En 1990, Tox comptait encore près de 170 habitants, avec comme principales activités l'élevage, la culture (cédrat, vigne), ou encore le liège. Sa proximité avec Aléria lui permettait de conserver une population jeune et active. Avec 117 habitants en 2006, cette population a toutefois nettement diminué et quelque peu vieilli. Sa population active a toutefois suivi cette tendance dans une moindre proportion, passant de 75 à 61.

## Culture locale et patrimoine

### Lieux et monuments
Tox est bâti dans un cadre naturel exceptionnel offrant un panorama étendu sur la plaine d'Aléria, le village de Tallone, la vallée de la Bravone et l'ensemble du massif du Monte Incudine (2 134 m) ainsi que le Monte Renoso (2 352 m), le Monte d'Oro (2 389 m) et le Monte Cardo (2 453 m).
- Au lieu-dit Campalu, deux immenses rochers, u Pinzalone et u Pentone Quadratu, font, par leur originalité, la renommée du village.
- Monument aux morts

#### ÉgliseJean le Baptiste
L’église Saint-Jean-Baptiste (XVIIIe siècle), a remplacé un édifice primitif d'époque romane ; des dalles médiévales ont été réutilisées dans les maçonneries. De style baroque,elle est remarquable par sa décoration intérieure, notamment dans une chapelle latérale ancienne qui lui est accolée. Elle est inscrite Monument historique.

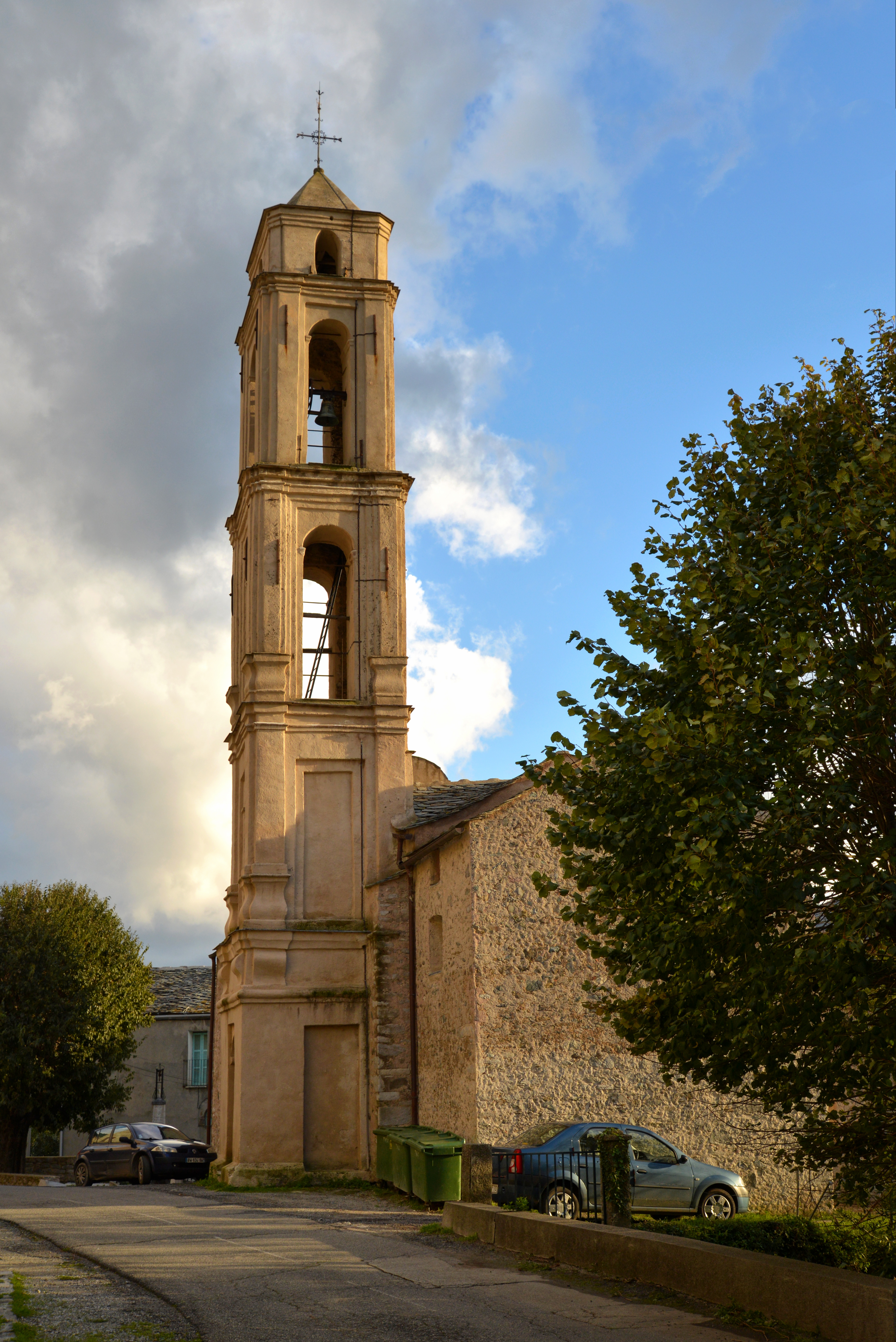
Église Saint-Jean-Baptiste.
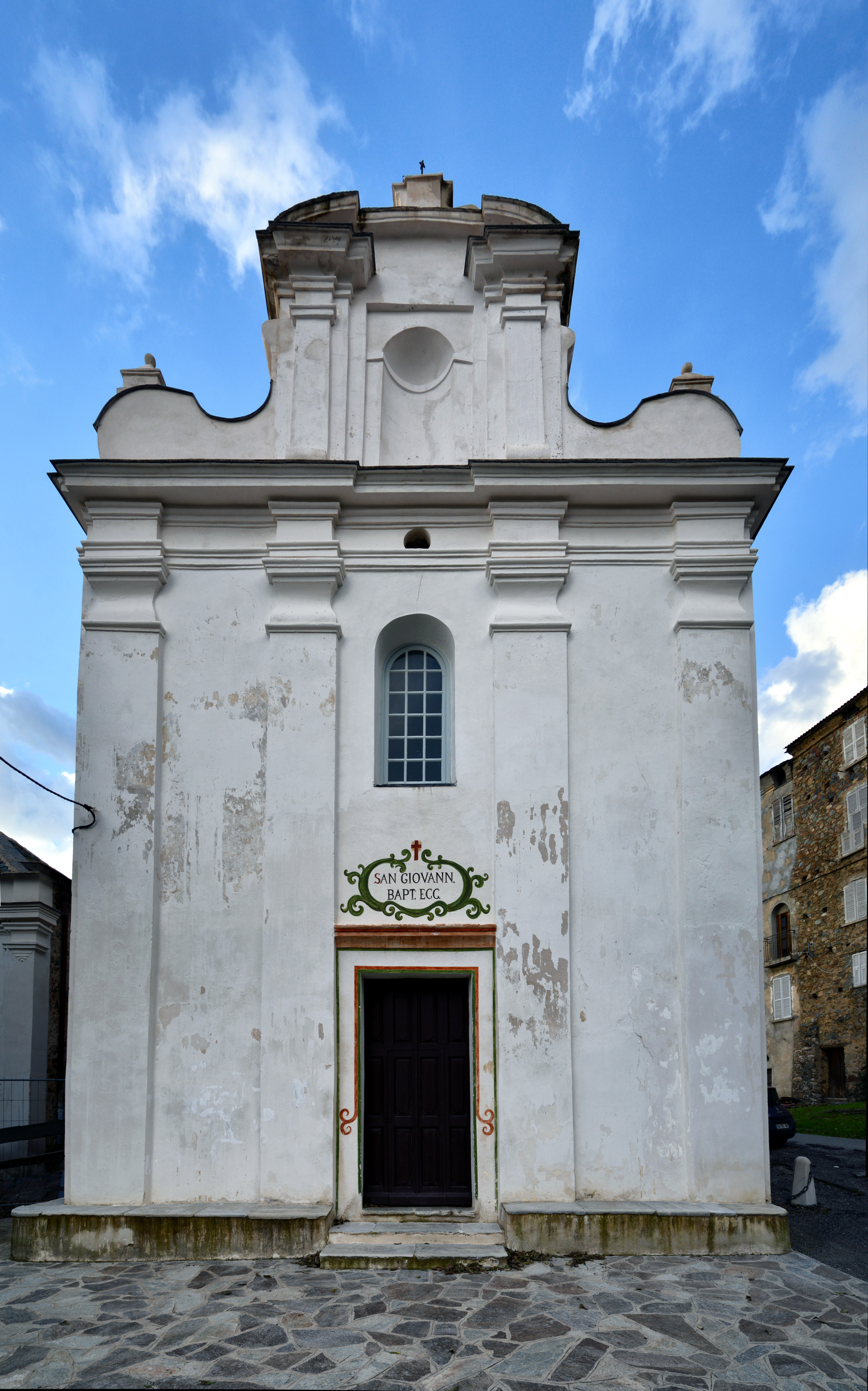
Façade principale.
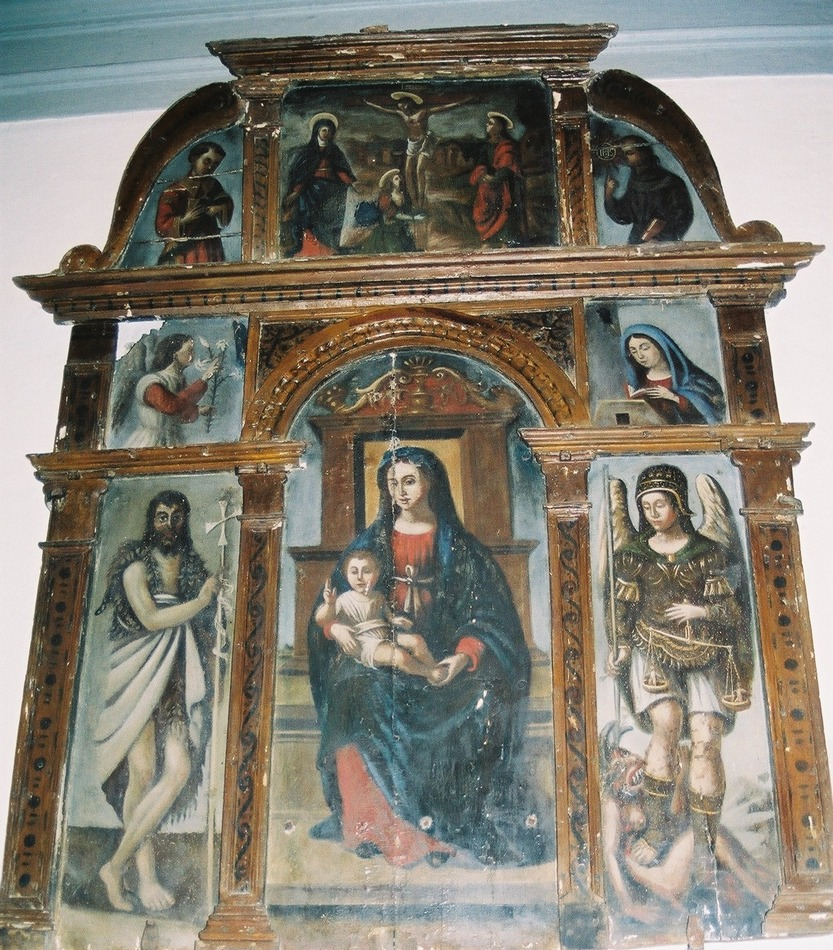
Retable Vierge à l'Enfant entre saint Jean-Baptiste et saint Michel archange.
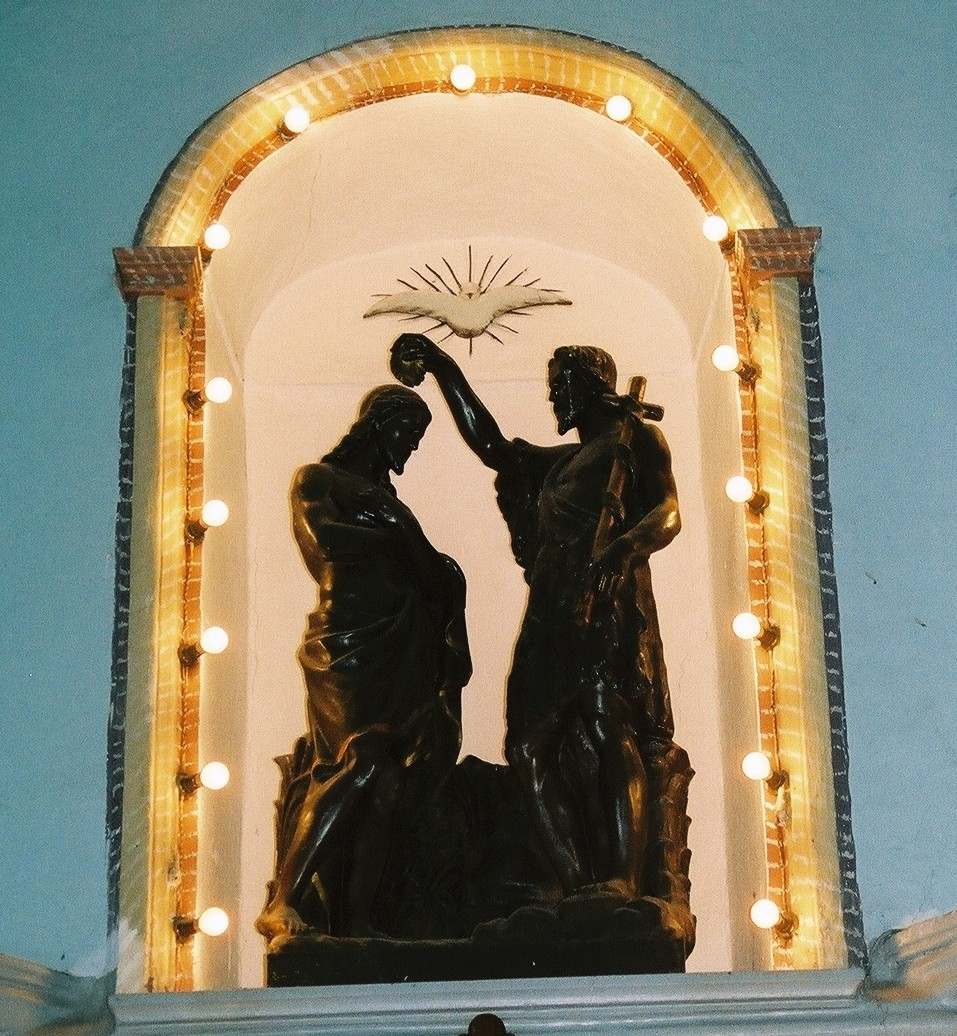
Baptême de Jésus par Saint Jean-Baptiste, sculpture sur bois.

#### ChapelleNotre-Dame-des-Grâces

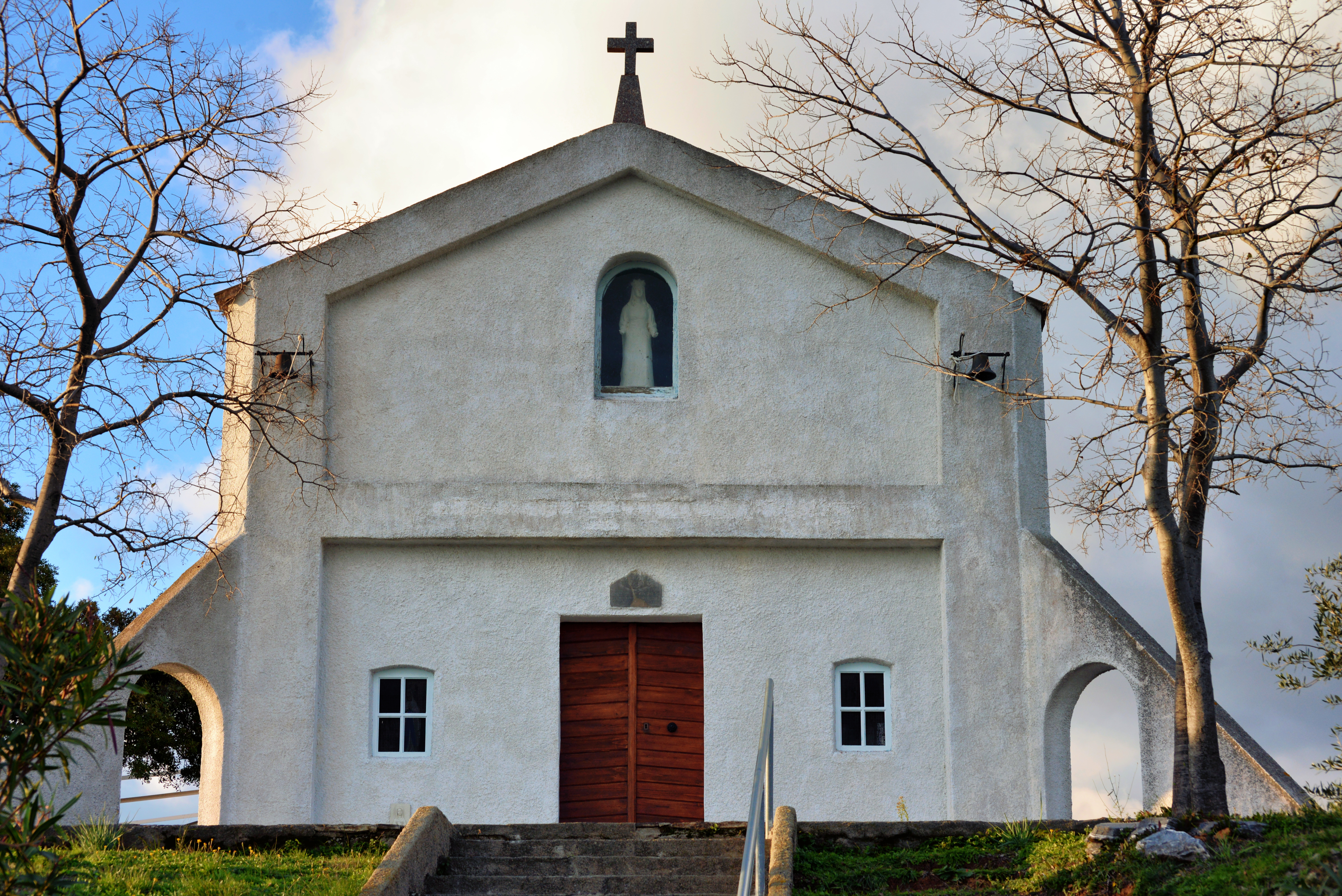
Chapelle Notre-Dame-des-Grâces.

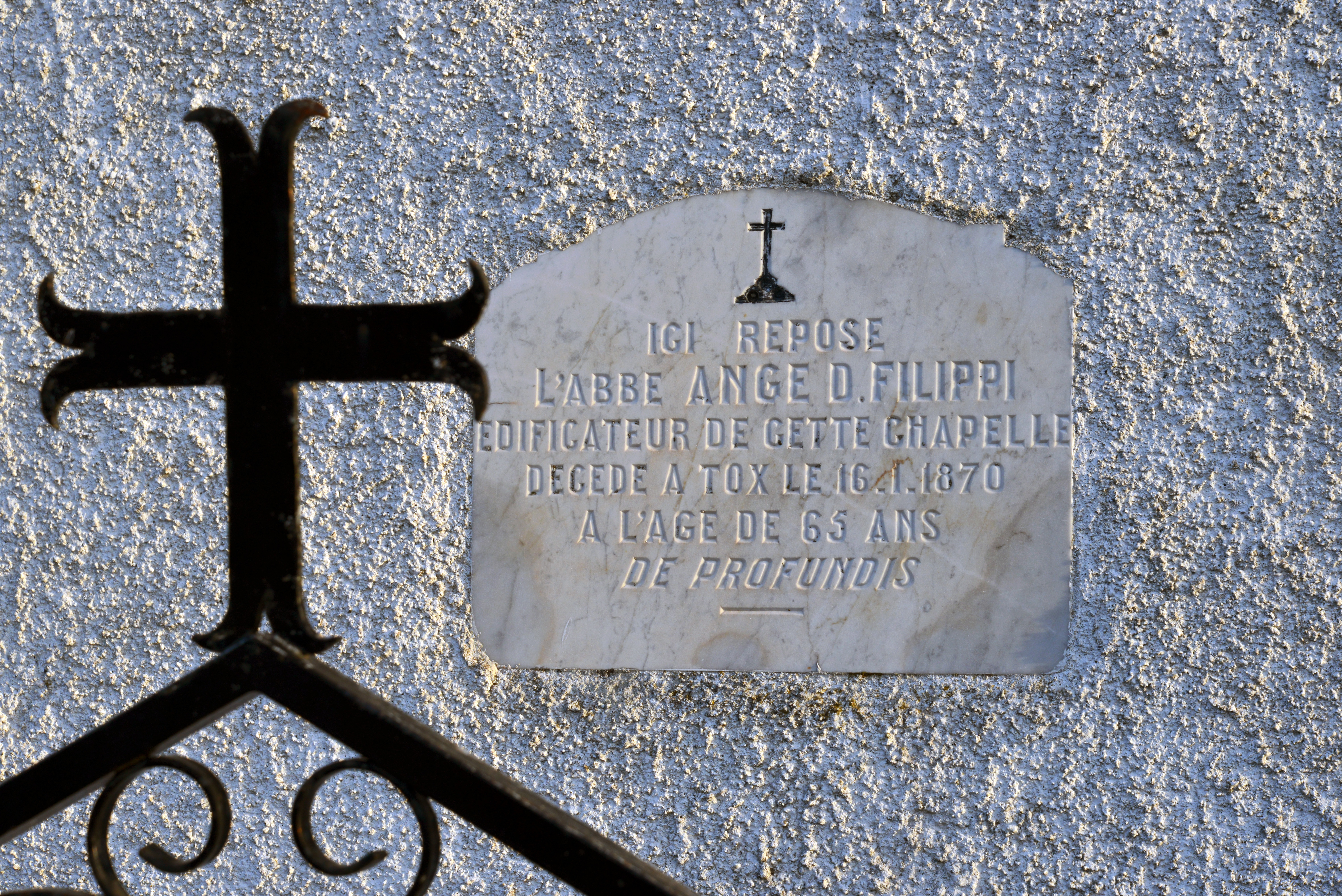
Plaque commémorative abbé Filippi.

Lieu de pèlerinage, la chapelle Notre-Dame-des-Grâces (a Madonna di e Grazie) se dresse, seule et blanche, sur une butte au sud du village, d'où le panorama s’ajoute à la beauté des lieux.
À l'arrière de l'édifice est apposée une plaque de marbre sur laquelle est gravée :
« Ici repose l'abbé Ange D. Filippi, édificateur de cette chapelle, décédé à Tox le 16.1.1870 à l'âge de 65 ans Dei profundis »

### Patrimoine culturel

#### Mine de cuivre dite mine de Linguizetta
La miniera, l'ancienne mine abandonnée, se situe sur la route de Linguizzetta, en limite du territoire communal. Le 19 septembre 1855, la concession pour son exploitation est accordée au comte Auguste Marie Le Coat de Kerveguen, également intéressé par les gisements de Castineta et de l'Argentella. Reprise en 1872 par la société anglaise "Cardo Mining", cette exploitation à l'activité irrégulière, a employé jusqu'à 25 ouvriers jusqu'en 1877. En 1926, la comtesse Marie-Thérèse Wodzicka, petite-fille du comte, renonce à la concession. Le site qui ne présente plus qu'un bâtiment en ruines, est repris à l'Inventaire général du patrimoine culturel.

### Patrimoine naturel
Tox n'est concernée par aucun espace protégé et géré, aucune ZNIEFF ou Natura 2000, inscrits à l'Inventaire national du patrimoine naturel.

### Personnalités liées à la commune
- Jean Baggioni, natif du village, maire de Ville-di-Pietrabugno, ancien député européen, président de la collectivité territoriale de Corse de 1992 (date de sa création) à 2004.
- Raymond Christophe Filippi, né à Tox en 1910, avocat, proche de Me de Moro Giafferi, bâtonnier du barreau d'Aix-en-Provence, maire de la commune d'Istres de 1959 à 1965.
- Jacques Raffalli, natif du Village, avocat pénaliste au barreau de Bastia et de Lyon.
- L’abbé Paul Filippi dit Gregale. Né le 31 août 1921 à Tox a un parcours lumineux. Avant d’entrer en faculté de médecine en 1939, il est appelé à la conversion et à la prêtrise, une nuit de la Saint-Sylvestre. Séminariste en soutane, Paul Filippi est arrêté par la Gestapo à Marseille et déporté trois années en Allemagne. À Munich, à la sortie d’une messe, il se lie d’amitié avec Joseph Ratzinger, officier et étudiant en droit canon, qui deviendra le pape Benoit XVI, avec qui il entretient toujours une correspondance pascale. Le 18 mai 1952 à Ajaccio, il rencontre le cardinal Roncalli et prie en tête-à-tête avec le cardinal, futur pape Jean XXIII. Il deviendra son ami jusqu’au soir de son pontificat. Cette même année Paul Filippi est ordonné prêtre. Chanoine honoraire, l’abbé Paul Filippi est membre de la collégiale de Mgr l’évêque de Germay à Ajaccio. Curé ingénieux, l’abbé Paul Filippi est l’architecte de l’église de Moriani plage. Il est l’auteur de la chanson de Charles Rocchi « U Pastore », écrite pour son ami toxois François Raffalli dettu U Pastore, né la même année que lui en 1921.
- Jean Réginensi, né le 17 mai 1898 à Tox (en corse : Tocchisu) en Haute-Corse et mort en service aérien commandé le 12 juin 1944 à El Aouina (Tunisie), était un aviateur.
- Antonio Martino Calendini, né à Tox (1740-1810) Aggiunta al Governo Anglo Corse sous Pascal Paoli.
- Clemente Calendini, né à Tox au XVIIIe siècle - Député sous le royaume anglo-corse.
- Caroline Nasica (1997-), autrice de bande dessinée et photographe, a grandi à Tox.